# Courant permanent admissible
Selon la Commission électrotechnique internationale, le courant (permanent) admissible est « la valeur maximale du courant électrique qui peut parcourir en permanence, un conducteur, un dispositif ou un appareil, sans que sa température de régime permanent, dans des conditions données, soit supérieure à la valeur spécifiée ». 

## Différentes appellations
On utilise aussi, dans certains pays francophones (Canada, Belgique, par exemple) le mot ampacité (traduction rapide de l'anglais ampacity), mot-valise construit à partir de « ampère » et « capacité » (de transport d'énergie électrique). L'usage du mot « ampacité » est déconseillé par l'Office québécois de la langue française. 
En France, en ce qui concerne les lignes du réseau électrique, le sigle IMAP (de « intensité maximale admissible en permanence ») est d'un emploi courant pour désigner le courant permanent, dans les limites maximales de température et de vent supposées, dans le cas d'une alimentation de secours de longue durée.
De façon équivalente, le sigle IST (pour « intensité de secours temporaire »), préconisé par RTE, est aussi employé pour désigner l'intensité maximale transportée, dans des conditions définies de cycle et de température, sans limite dans le temps,.

## Applications aux lignes électriques
La capacité de transport (courant maximum) d'une ligne électrique est exprimée en ampères. Cette capacité est liée à l'échauffement des conducteurs par effet Joule. Elle dépend du type de câble et de sa localisation.

### Lignes aériennes
Pour une ligne aérienne, l’intensité maximum du courant dans le câble doit être contrôlée pour que la flèche maximum admissible de la chaînette ne touche pas la végétation et ne se rapproche trop des activités humaines. Il faut aussi tenir compte des conditions météorologiques maximales (température, vent, etc.) — qui ont également une influence sur la température du conducteur et sur son allongement par dilatation thermique — et de la dégradation de l'installation au fil du temps.

### Lignes enterrées
La contrainte thermique supportée par les câbles enterrés dépend du courant qu'ils doivent supporter et de la capacité du sol à absorber la chaleur dissipée si aucun système de refroidissement n'est prévu. Sur les lignes de grande longueur, l'installation du câble doit prévoir les variations de température et lui donner une certaine liberté pour se dilater/ contracter en fonction de la température.

## Éléments normatifs
- Rapport technique CEI TR 61597 – 1995, Conducteurs pour lignes électriques aériennes – Méthodes de calcul applicables aux conducteurs câblés[9].
- Rapport technique IEC TR 61597 — 2021, Overhead electrical conductors – Calculation methods for stranded bare conductors[10].
- IEEE 738-2006, Standard for Calculating the Current-Temperature of Bare Overhead Conductors.
- CIGRE TB 207, Thermal behaviour of overhead conductors, août 2002.